# Ezechiel Cercha

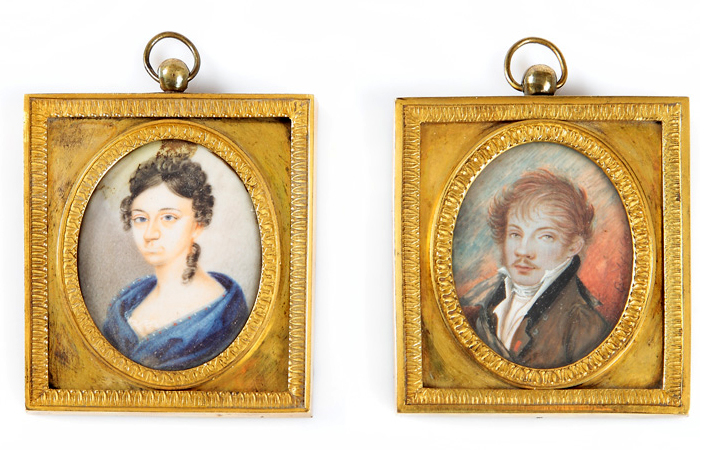
Para miniatur (ok. 1810)

Ezechiel Cercha (ur. prawdopodobnie pomiędzy 1781 a 1783, zm. 8 stycznia 1828 w Warszawie) – malarz polski.

## Życiorys
Pochodził z asymilowanej włoskiej rodziny. Jego data urodzin nie jest znana, szacuje się ją na rok pomiędzy 1781 a 1783. W dzieciństwie mieszkał w Krakowie, gdzie jego rodzice kupili kamienicę przy ul. Floriańskiej 45 i gdzie uczył się w gimnazjum św. Anny. Tam również uczył się malarstwa, możliwe, że jego nauczycielem był Dominik Oesterreicher. W 1817 mieszkał już w Warszawie, gdzie 12 marca odbył się jego ślub, i gdzie 30 czerwca wstąpił do loży Świątynia Izis. Zmarł w Warszawie 8 stycznia 1828.
Uczniem E. Cercha był Wojciech Stattler, a bratankiem Maksymilian Cercha. 

## Twórczość
Ezechiel Cercha jest znany jako autor siedmiu miniatur (z czego pięć się zachowało), malowanych na cienkich płytkach z kości słoniowej, owalnych lub ośmiobocznych. Zawierały głównie portrety, w tym portret Stanisława Wodzickiego. Jedna z tych miniatur znajduje się w kolekcji Muzeum Narodowego w Krakowie, a kolejna w zbiorach Muzeum Zamkowego w Pszczynie.  